# Limonium graecum
Limonium graecum ist eine Pflanzenart aus der Gattung der Strandflieder (Limonium) in der Familie der Bleiwurzgewächse (Plumbaginaceae).

## Merkmale
Limonium graecum ist ein ausdauernder Halbstrauch, der Wuchshöhen von 10 bis 35 Zentimeter erreicht. Der Stängel ist am Grund ungefähr 1,9 Millimeter dick. Die Laubblätter sind lineal-lanzettlich, länglich bis verkehrt-eiförmig und stumpf bis spitz. Sie messen 20 bis 40 × 4 bis 12 Millimeter. Es sind keine Stachelspitzen vorhanden. 
Die Ähren sind 30 bis 50 (80) Millimeter groß und locker bis dicht. Je Zentimeter sind 1 bis 4 (selten bis 6) ein- bis dreiblütige, selten bis vierblütige Ährchen vorhanden. Die Tragblätter sind warzig. Das innere Tragblatt ist 5,5 bis 7 (8) Millimeter groß. Der Kelch misst 6 bis 7 Millimeter. Die Kelchröhre ist flaumig. Die Krone ist weißlich bis lila gefärbt und 7 bis 8 Millimeter groß.
Die Blütezeit reicht von Mai bis Juli, selten bis Dezember.
Die Chromosomenzahl beträgt 2n = 34, 43 oder 52.

## Vorkommen
Limonium graecum ist ein Endemit der Kykladen. Der Name ist für zahlreiche ähnliche Sippen im östlichen Mittelmeerraum fehlangewendet worden. Die Art wächst an Kalkfelsküsten.

## Belege
- Ralf Jahn, Peter Schönfelder: Exkursionsflora für Kreta. Mit Beiträgen von Alfred Mayer und Martin Scheuerer. Eugen Ulmer, Stuttgart (Hohenheim) 1995, ISBN 3-8001-3478-0, S. 226.